# Edward Calvin Kendall
Edward Calvin Kendall (8. března 1886 – 4. května 1972) byl americký lékař, nositel Nobelovy ceny za fyziologii a lékařství za rok 1950. Byla udělena za objev hormonu kortizonu a jeho využití při léčbě revmatické artritidy a spolu s Kendallem ji získali jeho spolupracovník Philip Showalter Hench a švýcarský chemik Tadeus Reichstein.
Kendall studoval na Kolumbijské univerzitě a s Henchem pracovali na Klinice Mayo, kde byl Kendall biochemikem. Svou kariéru zakončil Princetonské univerzitě.